# Marquage CCC
Pour les articles homonymes, voir CCC.

Label présent sur les produits marqués CCC. En dehors de Chine, on le trouve couramment sur les étiquettes d'identification des ordinateurs.

Le marquage CCC (abréviation de China Compulsory Product Certification ou « Certification de Produit Obligatoire en Chine ») est le pendant chinois du marquage CE en Europe ou du marquage UL aux États-Unis. Il a pour objectif de protéger les consommateurs et les gens en veillant à ce que les produits mis en vente sur le marché chinois répondent aux normes internationales en la matière. Il est en application depuis août 2003.
Les produits concernés sont listés sur le site du Centre de Certification Qualité chinois. Ils sont divisés en différentes catégories comme suit :
1. Fils et câbles électriques
2. Interrupteurs de sectionnement, dispositifs électriques pour la protection ou le raccordement
3. Appareils électriques basse tension
4. Moteurs à basse consommation
5. Outils électriques
6. Machines de soudure
7. Appareils électriques domestiques et similaires
8. Appareils audio et vidéo (n’incluant pas les appareils audio pour les services de diffusion et les automobiles)
9. Équipement de technologie de l’information
10. Appareils d’éclairage (n’incluant pas les appareils d’éclairage avec une tension inférieure à 36 V)
11. Équipements de terminal de télécommunications
12. Véhicules à moteur
13. Pneumatiques de véhicule à moteur
14. Verres de sécurité
15. Machines agricoles
16. Produits en latex
17. Dispositifs médicaux
18. Équipement de lutte contre l’incendie
19. Produits de protection de sécurité
20. Produits de décoration intérieure et de remodelage
21. Pièces de sécurité et Accessoires de véhicules et de motos
22. Jouets
23. Produits IT